# Cartoon Network (Spagna)
Cartoon Network è stato un canale televisivo spagnolo, la cui programmazione era finalizzata all'animazione per bambini e giovani. Nel giugno 2013, Turner Broadcasting System ha deciso di chiudere il canale a causa della grave crisi economica in Spagna e dei costi elevati per il funzionamento del canale. Nonostante la chiusura, Turner ha deciso di continuare a sfruttare il marchio Cartoon Network attraverso Internet e attraverso il canale Boing attraverso il blocco di programmazione "Findes Cartoon Network", dopo una jointventure con Mediaset.

## Programmazione
- 2 cani stupidi
- Adventure Time[3]
- Alieni pazzeschi
- Angel's Friends[4]
- Atomic Betty
- Bakugan[5]
- Batman
- Ben 10[5]
- Ben 10: Ultimate Alien
- Ben 10 - Forza aliena[5]
- Ben 10: Omniverse
- Blue Dragon
- Bobobo
- Cacciatori di draghi[6]
- Calimero
- Camp Lazlo
- Capitan Clark[3]
- Capitan Tsubasa
- Chowder - Scuola di cucina[3]
- Class of 3000
- Code Lyoko[5]
- Codice Angelo[3]
- Corneil e Bernie
- Cubix
- Deltora Quest[7]
- Detective Conan
- D.Gray-man
- Doraemon[5]
- Dragon Ball GT
- Dragon Ball Z
- Dragons
- Duck Dodgers
- Ed, Edd & Eddy
- Flight 29 Down
- Generator Rex
- Geni per caso
- Geronimo Stilton[4]
- Gli amici immaginari di casa Foster
- Gormiti, che miti[5]
- Hero 108
- Hi Hi Puffy AmiYumi
- I Fantastici Quattro[5]
- Il cane Mendoza
- Il guardiano della foresta - Mushiking[8]
- Il laboratorio di Dexter
- Il mondo di Patty[9]
- Jimmy fuori di testa
- Johnny Bravo
- Johnny Test
- Keroro
- La squadra del tempo
- Le incredibili avventure di Zorori[5]
- Le meravigliose disavventure di Flapjack[5]
- Le nuove avventure di Scooby-Doo
- Leone il cane fifone
- Le Superchicche
- Le tenebrose avventure di Billy e Mandy[5]
- Level Up[3]
- Little Einsteins
- Lockie Leonard
- Lo straordinario mondo di Gumball[3]
- Martin Matin[5]
- Lupo Alberto
- Max Steel
- Megas XLR
- Mignolo e Prof
- Mike, Lu & Og
- Mirmo
- Mucca e Pollo
- Mucha Lucha
- Nome in codice: Kommando Nuovi Diavoli
- Ozzy & Drix
- Pat & Stan[10]
- Penguin no mondai
- Perché a me?
- Polli Kung Fu
- ¡Qué bello es sobrevivir!
- Quella scimmia del mio amico
- Regular Show[3]
- Ruby Gloom[11]
- Sally Bollywood[12]
- Samurai Jack
- Scooby-Doo! Mystery Incorporated[3]
- Scuola media rinoceronte volante
- Shaman King
- Shin Chan[5]
- Squirrel Boy
- Staraoke
- Star Wars: The Clone Wars
- Swat Kats
- Teen Titans[5]
- The Amazing Spiez![13]
- The Basil Brush Show
- The Critic
- The Looney Tunes Show[3]
- The Secret Saturdays[5]
- Titeuf[5]
- Tom & Jerry[3]
- Transformers Animated[9]
- Willy, il principe di Bel-Air
- Winx Club
- X-Men: Evolution
- Xiaolin Showdown

## Blocco
Dal 14 settembre 2013 viene lanciato su Boing un blocco chiamato Findes Cartoon Network (letteralmente Weekend Cartoon Network) che va in onda ancora oggi ogni weekend dalle 10:30.

## Loghi

4 marzo 1994 - 7 maggio 2005
7 maggio 2005 - 28 novembre 2010
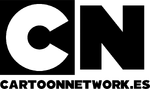
29 novembre 2010 - 30 giugno 2013